# Музеј Гугенхајм (Њујорк)
Гугенхајмов музеј (енгл. Guggenheim Museum) је музеј уметности у Њујорку (САД), Венецији (Италија), Берлину (Немачка) и Билбау (Шпанија). Гугенхајмов музеј апстрактне уметности утемељио је амерички индустријалац, сакупљач уметности Соломон Р. Гугенхајм.
Музејска колекција је расла током осам деценија и заснива се на неколико важних приватних колекција, почевши од оне Соломона Р. Гугенхајма. Колекција се дели са сестринским музејима у Билбау, Шпанија и другде. Године 2013. скоро 1,2 милиона људи посетило је музеј, а у њему је била најпопуларнија изложба у Њујорку.

## Историја

### Ране године и Хила Ребеј
Соломон Р. Гугенхајм, члан богате рударске породице, сакупљао је дела старих мајстора од 1890-их. Године 1926. упознао је уметницу Хилу фон Ребај, која га је упознала са европском авангардном уметношћу, посебно са апстрактном уметношћу за коју је сматрала да има духовни и утопијски аспект (необјективна уметност). Гугенхајм је у потпуности променио своју стратегију сакупљања, окрећући се, између осталих, делу Василија Кандинског. Почео је да излаже своју колекцију јавности у свом стану у хотелу Плаза у Њујорку. Како је колекција расла, основао је Фондацију Соломон Р. Гугенхајм 1937. године, како би подстакао уважавање модерне уметности.

### Музеј необјективног сликарства
Прво место фондације за излагање уметности, „Музеј необјективног сликарства“, отворен је 1939. под управом Ребеја, у центру Менхетна. Под Ребајевим вођством, Гугенхајм је настојао да у збирку укључи најважније примере необјективне уметности доступне у то време од стране раних модерниста као што су Рудолф Бауер, Ребеј, Кандински, Пит Мондријан, Марк Шагал, Роберт Делоне, Фернан Леже, Амедео Модиљани. и Пабло Пикасо.
До раних 1940-их, фондација је акумулирала тако велику колекцију авангардних слика да је постала очигледна потреба за сталном зградом музеја. Године 1943. Ребеј и Гугенхајм су написали писмо Франку Лојду Рајту тражећи од њега да дизајнира структуру за смештај и приказ колекције. Рајт је прихватио прилику да експериментише са својим органским стилом у урбаном окружењу. Требало му је 15 година, 700 скица и шест комплета радних цртежа да створи музеј.

### Дизајн
Ребај је замислила простор као „храм духа” који би омогућио нови начин гледања на модерне комаде у колекцији. Написала је Рајту да „свако од ових великих ремек-дела треба да буде организовано у свемир, а само ви ... бисте тестирали могућности да то урадите. ... Желим храм духа, монумент!“ Критичар Пол Голдбергер је касније написао да су, пре Рајтове модернистичке зграде, „постојала само два уобичајена модела за дизајн музеја: Палата лепоте... и Павиљон међународног стила.“ Голдбергер је сматрао да је зграда катализатор промена, чинећи да је „друштвено и културно прихватљиво да архитекта дизајнира веома експресиван, интензивно лични музеј. У том смислу скоро сваки музеј нашег времена је дете Гугенхајма.“
Од 1943. до почетка 1944, Рајт је направио четири различите скице за почетни дизајн. Док је један од планова (шема Ц) имао шестоугаони облик и равне подове за галерије, сви остали су имали кружне шеме и користили су рампу која се наставља око зграде. Експериментисао је са дизајном рампе 1948. у продавници поклона В. Ц. Морис у Сан Франциску и на кући коју је завршио за свог сина 1952. године, кући Дејвида и Гледис Рајт у Аризони. Рајтов оригинални концепт је назван обрнутим „зигуратом“, јер је подсећао на стрме степенице на зигуратима изграђеним у древној Месопотамији. Његов дизајн је одбацио конвенционални приступ изгледу музеја, у којем се посетиоци воде кроз низ међусобно повезаних просторија и приморани да се враћају својим стопама када излазе. Рајтов план је био да се гости музеја до врха зграде довезу лифтом, да се лаганим кораком спусте уз благу падину непрекидне рампе и да посматрају атријум зграде као последње уметничко дело. Отворена ротонда је гледаоцима пружала јединствену могућност да истовремено виде неколико експоната на различитим нивоима, па чак и да комуницирају са гостима на другим нивоима.
У исто време, пре него што су се сместили на локацију за музеј на углу 89. улице и дела Музејске миље у Петој авенији, са погледом на Централ парк, Рајт, Ребеј и Гугенхајм су размотрили бројне локације на Менхетну, као и у делу Ривердејла у Бронкса, са погледом на реку Хадсон. Гугенхајм је сматрао да је близина места Централ парку важна; парк је пружио олакшање од буке, гужве и бетона града. Природа је такође инспирисала музеј. Зграда отелотворује Рајтове покушаје „да представи инхерентну пластичност органских форми у архитектури“. Гугенхајм је требало да буде једини музеј који је дизајнирао Рајт. Локација града захтевала је од Рајта да дизајнира зграду у вертикалном, а не хоризонталном облику, што је далеко другачије од његових ранијих, руралних радова.
Спирални дизајн подсећао је на шкољку наутилуса, са непрекидним просторима који се слободно преливају један у други. Чак и док је обухватао природу, Рајтов дизајн такође изражава његово схватање круте геометрије модернистичке архитектуре. Рајт је приписао симболично значење облицима зграде. Он је објаснио да „ови геометријски облици сугеришу одређене људске идеје, расположења, осећања – као на пример: круг, бесконачност; троугао, структурно јединство; спирала, органски напредак; квадрат, интегритет.“ Форме одјекују једна на другу, свуда: стубови овалног облика, на пример, понављају геометрију фонтане. Кружни мотив је лајтмотив, од ротонде до интарзија подова од тераца. Неколико професора архитектуре је спекулисало да су спирална рампа и стаклена купола степеништа Ђузепеа Мома из 1932. године у Ватиканским музејима били инспирација за Рајтову рампу и атријум. Јарослав Јосеф Поливка је помогао Рајту у пројектовању конструкције и успео да дизајнира рампу за галерију без периметарских стубова.
Гугенхајмова површина је направљена од бетона да би се смањила цена, инфериорно у односу на завршну обраду камена коју је Рајт желео. Рајт је предложио екстеријер црвене боје, што никада није реализовано. Мала ротонда (или „зграда монитора“, како ју је Рајт назвао) поред велике ротонде била је намењена за смештај станова за Ребај и Гугенхајма, али је уместо тога постала канцеларије и складишни простор. Године 1965, реновиран је други спрат зграде Монитора како би се приказала растућа стална збирка музеја, а рестаурацијом музеја 1990–92, у потпуности је претворен у изложбени простор и назван Таннхаусер зграда, у част једног од најважнијих завештања музеју. Рајтов првобитни план за суседну кулу, уметничке студије и станове остао је нереализован, углавном из финансијских разлога, све до реновирања и проширења. Такође у оригиналној конструкцији, главни светларник галерије је био покривен, што је угрозило Рајтове пажљиво артикулисане светлосне ефекте. Ово се променило 1992. године када је кровни прозор враћен на првобитни дизајн.

## Гугенхајм музеј у Њујорку
Музеј на Петој авенији у Њујорку има збирку (више од 2.500) дела савремених сликара и вајара, укључујући највећу збирку дела Василија Кандинског.
Цилиндричну спиралну, армиранобетонску грађевину у Њујорку пројектирао је 1943. године Френк Лојд Рајт. У тој једној од посљедњих у његовој серији органских конструкција, Рајт је спојио сложено природан лик Гранд Кањона с урођеничком архитектуром Навајо Индијанаца. Организацију завојитих степеница слиједи спирално кретање према горе. Посетиоца до врха одвози лифт, а затим се пешке спуштају завојитим степеништем и уједно посматрају слике.